# Šindelová
Šindelová település Csehországban, a Sokolovi járásban. Šindelová Jindřichovice, Nejdek, Vysoká Pec, Stříbrná, Přebuz és Rotava településekkel határos. Lakosainak száma 302 fő (2024. január 1.).

## Népesség
A település lakosságának változását az alábbi diagram mutatja:
| Lakosok száma | 3739 | 3444 | 3514 | 499  | 249  | 256  | 305  | 302  | 308  | 302  |
|               | 1869 | 1890 | 1921 | 1950 | 1980 | 2001 | 2017 | 2019 | 2022 | 2024 |